# Epeus chilapataensis
Epeus chilapataensis är en spindelart som först beskrevs av Biswas, Biswas 1992.  Epeus chilapataensis ingår i släktet Epeus och familjen hoppspindlar. Inga underarter finns listade i Catalogue of Life.